# Real Unión

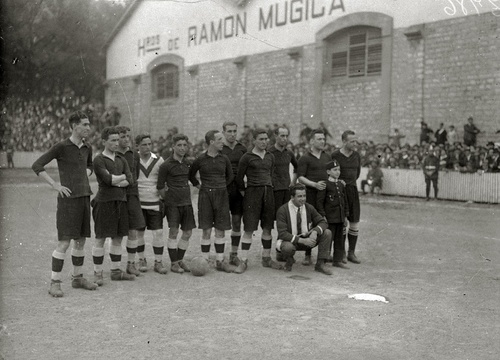
Team van 1924

Real Unión Club is een Spaanse voetbalclub uit Irún, Baskenland. De club speelt sinds 2010 in de Segunda División B en na de ontbinding van deze competitie vanaf seizoen 2021-2022 een reeks lager in de Primera División RFEF terecht.

## Geschiedenis
De club werd in 1915 gevormd door een fusie tussen Irún Sporting Club en Racing Club de Irún. Racing won in 1913 al de Spaanse beker.
Samen met andere Baskische clubs Athletic Bilbao, Real Sociedad en Arenas Club de Getxo was Real Unión een van de stichtende leden van de Primera División. Tijdens de Tweede Spaanse Republiek werd de naam veranderd in Union Club de Irún. Na vier seizoenen in de hoogste klasse degradeerde de club en slaagde er niet in om terug te keren. Er werden negen seizoenen in de Segunda División A doorgebracht. Real Unión speelde veertig seizoenen in de Spaanse vierde klasse, de Tercera División. Real Unión won in 2009 het kampioenschap van de regionale groep 1 van de Segunda División B en promoveerde via de play-offs naar de Segunda División A. Een jaar later volgde degradatie.

## Erelijst
- Copa del Rey

Winnaar: 1913, 1918, 1924, 1927
Finalist: 1922
- Kampioen Grupo 1 Segunda División B

2009

## Eindklasseringen
- 1940 3e
Segunda División
- 1941 9e
Segunda División
- 1942 8e
Segunda División
- 1943
Tercera División
- 1944 10e
Tercera División
- 1945 9e
Tercera División
- 1946 10e
Tercera División
- 1947 5e
Tercera División
- 1948 5e
Tercera División
- 1949 10e
Tercera División
- 1950 17e
Tercera División
- 1951 17e
Tercera División
- 1952 12e
1e regionaal
- 1953 3e
1e regionaal
- 1954 6e
1e regionaal
- 1955 5e
1e regionaal
- 1956 4e
1e regionaal
- 1957 12e
Tercera División
- 1958 1e
Tercera División
- 1959 16e
Segunda División
- 1960 2e
Tercera División
- 1961 5e
Tercera División
- 1962 4e
Tercera División
- 1963 2e
Tercera División
- 1964 1e
Tercera División
- 1965 16e
Segunda División
- 1966 7e
Tercera División
- 1967 2e
Tercera División
- 1968 4e
Tercera División
- 1969 2e
Tercera División
- 1970 6e
Tercera División
- 1971 14e
Tercera División
- 1972 19e
Tercera División
- 1973 2e
1e regionaal
- 1974 3e
1e regionaal
- 1975 12e
Tercera División
- 1976 4e
Tercera División
- 1977 7e
Tercera División
- 1978 10e
Segunda División B
- 1979 17e
Segunda División B
- 1980 14e
Tercera División
- 1981 9e
Tercera División
- 1982 6e
Tercera División
- 1983 8e
Tercera División
- 1984 4e
Tercera División
- 1985 8e
Tercera División
- 1986 12e
Tercera División
- 1987 8e
Tercera División
- 1988 5e
Tercera División
- 1989 6e
Tercera División
- 1990 5e
Tercera División
- 1991 16e
Tercera División
- 1992 1e
Tercera División
- 1993 1e
Tercera División
- 1994 14e
Segunda División B
- 1995 5e
Segunda División B
- 1996 5e
Segunda División B
- 1997 11e
Segunda División B
- 1998 18e
Segunda División B
- 1999 3e
Tercera División
- 2000 16e
Segunda División B
- 2001 9e
Segunda División B
- 2002 6e
Segunda División B
- 2003 1e
Segunda División B
- 2004 12e
Segunda División B
- 2005 2e
Segunda División B
- 2006 5e
Segunda División B
- 2007 4e
Segunda División B
- 2008 5e
Segunda División B
- 2009 1e
Segunda División B
- 2010 21e
Segunda División
- 2011 4e
Segunda División B
- 2012 14e
Segunda División B
- 2013 8e
Segunda División B
- 2014 15e
Segunda División B
- 2015 4e
Segunda División B
- 2016 5e
Segunda División B
- 2017 7e
Segunda División B
- 2018 13e
Segunda División B
- 2019 16e
Segunda División B
- 2020 17e
Segunda División B
- 2021 5e
Segunda División B
- 2022 8e
Primera Federación
- 2023 13e
Primera Federación
- 2024 15e
Primera Federación
- 2025 18e
Primera Federación

- Segunda División
- Primera Federación
- Segunda División B
- Tercera Federación
- 1e regionaal

## Bekende spelers
- Javier Irureta
- Oier Olazábal
- Miki Tarrida